# 헤르만 부르하버

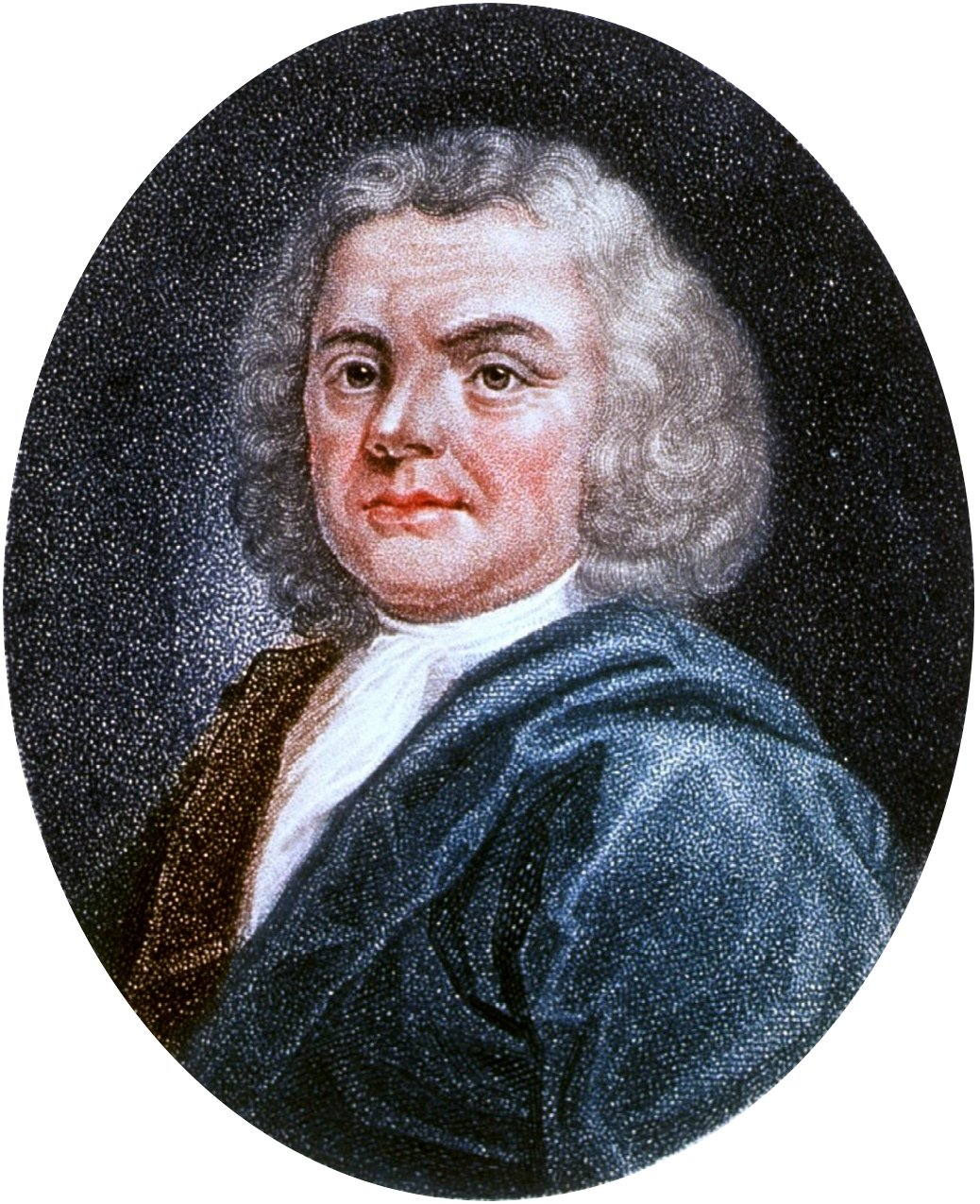
헤르만 부르하버

헤르만 부르하버(네덜란드어: Herman Boerhaave, 1668년 12월 31일 ~ 1738년 9월 23일)는 네덜란드의 임상의학자이다.
독일의 게오르크 에른스트 슈탈, 프리드리히 호프만과 함께 체계학파의 3대가의 한 사람이다. 그는 모든 생활 작용은 신체를 구성하는 액체와 고체의 운동이며, 질병은 주요 성분의 형(形)의 변화와 운동의 이상에 의한다고 말하였다. 그리고 인식의 한계를 넘어서 관념적인 생각방식에 빠지지 않았던 것은 다른 체계 학파와 달리 현명하였다. 그 고결한 인격과 이지(理智)로 절대적인 명성을 떨쳤다.